# Marie de Garis
Marie de Garis, née Marie Le Messurier le 15 juin 1910 à Saint-Pierre-du-Bois (Guernesey, Îles Anglo-Normandes) et morte au même endroit le 10 août 2010, est une linguiste et lexicographe de Guernesey. Ses travaux font autorité dans le domaine du français et du langage normand de Guernesey.

## Biographie
Marie de Garis est une spécialiste de la langue guernesiaise. Elle est une lexicographe et linguiste spécialisée dans le parler normand historique de Guernesey. Elle est l'auteur du dictionnaire bilingue anglo-guernesiais "Dictiounnaire Angllais-Guernésiais", dont la première édition date de 1967. Son dictionnaire a complété celui de George Métivier "Le Dictionnaire franco-normand". Elle édite ensuite "L'Orthographe moderne" qui suit le Dictiounnaire Angllais-Guernésiais.
Elle publia d'autres ouvrages à la suite de ses recherches et travaux linguistiques et historiques, notamment "Folklore of Guernsey" en 1975 et "Glossary of Guernsey place-names" en 1976.
Marie de Garis fut présidente de La Société Guernesiaise ainsi que de "L'Assembllaïe d'Guernesiais".
En 1999, elle devint membre de l'Ordre de l'Empire britannique pour son travail en faveur de la préservation et le développement de la culture guernesiaise.